# James W. Hall
James Wilson Hall (Kentucky, 1947) è uno scrittore statunitense di libri gialli.
Nei suoi libri appare spesso l'investigatore Thorn P.I.
Nel 2003 ha vinto il premio Shamus con il romanzo Onda nera (Blackwater Sound).

## Opere

### Serie Thorn P.I.
- Under Cover of Daylight, 1987
  - Alla luce del sole, Il Giallo Mondadori n. 2203 del 1991
  - Acqua profonda, nella collana Maestri del thriller della Piemme
- Tropical Freeze, 1989
  - Freddi tropici, Il Giallo Mondadori n. 2463 del 1996
- Mean High Tide, 1994
  - Il testamento blu, Il Giallo Mondadori n. 2674 del 2000
- Gone Wild, 1995
- Buzz Cut, 1996
- Red Sky At Night, 1997
- Blackwater Sound, 2002
  - Onda nera, Rizzoli
- Off the Chart, 2003
  - Fuori rotta, Piemme
- Magic City, 2007
- Hell's Bay, 2008

### Altri romanzi
- Bones of Coral, 1991
- La baia dei coralli, Il Giallo Mondadori n. 2553 del 1998
- Hard Aground, 1993
- Body Language, 1999
  - L'alfabeto dei corpi, Rizzoli
- Rough Draft, 2000
  - Scritto col sangue, Rizzoli
- Forests of the Night, 2005